# Contulmo
Contulmo, qui en mapudungun signifie lieu de pas, est une  commune du Chili faisant partie de  la province d'Arauco, elle-même rattachée à  la région du Biobío.

## Géographie
La principale agglomération se trouve à une altitude de 147 mètres dans une vallée non loin du lac Lanalhue. Le territoire de la commune se trouve au milieu des collines la Cordillère de Nahuelbuta dont les sommets culminent à environ 500 mètres.

Position de Contulmo (en rouge) au sein de la Région du Biobío.